# Camerano Casasco
Pour les articles homonymes, voir Camerano (homonymie).
Camerano Casasco est une commune italienne de la province d'Asti, dans la région Piémont.

## Administration
| Période                                  | Période | Identité              | Étiquette    | Qualité |
| ---------------------------------------- | ------- | --------------------- | ------------ | ------- |
| 2009                                     | 2014    | Luigi Mauro Pelissero | Lista civica | Maire   |
| 2014                                     |         | Luigi Mauro Pelissero | Lista civica | Maire   |
| Les données manquantes sont à compléter. |         |                       |              |         |

### Communes limitrophes
Chiusano d'Asti, Cinaglio, Cortandone, Cortazzone, Montechiaro d'Asti, Soglio.